# مزوسفر (گوشته)
گوشته زیرین ، گوشته پایینی یا مزوسفر (به انگلیسی: Mesosphere) قسمتی از درون زمین را گویندکه زیر خمیر کره و بالای هسته بیرونی واقع شده‌است. این منطقه ۳۵۰ کیلومتر زیر زمین آغاز می‌شود و تا ۲۹۰۰ کیلومتر زیر زمین افزایش می‌یابد. این لایه بزرگترین لایه کره زمین است. این لایه از سنگ و آهن تشکیل شده لست.